# Liste der Biografien/Ner
Liste der Biografien |
Portal Biografien |
Personensuche
# |
A |
B |
C |
D |
E |
F |
G |
H |
I |
J |
K |
L |
M |
N |
O |
P |
Q |
R |
S |
T |
U |
V |
W |
X |
Y |
Z |
?
 
Na |
Nb |
Nc |
Nd |
Ne |
Nf |
Ng |
Nh |
Ni |
Nj |
Nk |
Nl |
Nm |
Nn |
No |
Nr |
Ns |
Nt |
Nu |
Nv |
Nw |
Nx |
Ny |
Nz
 
Nea |
Neb |
Nec |
Ned |
Nee |
Nef |
Neg |
Neh |
Nei |
Nej |
Nek |
Nel |
Nem |
Nen |
Neo |
Nep |
Ner |
Nes |
Net |
Neu |
Nev |
New |
Nex |
Ney |
Nez
Die Liste der Biografien führt alle Personen auf, die in der deutschsprachigen Wikipedia einen Artikel haben. Dieses ist eine Teilliste mit 205 Einträgen von Personen, deren Namen mit den Buchstaben „Ner“ beginnt.

## Ner

### Nera
- Neraasen, Sigrid Bilstad (* 1994), norwegische Biathletin
- Nérac, Fleurette de († 1592), Mätresse des französischen Königs Heinrich IV.
- Nerad, Mario, österreichischer Unternehmer, American-Football-Spieler
- Neradt, Ulrike (* 1951), deutsche Sängerin und Moderatorin
- Neralić, Milan (1875–1918), österreichischer Fechter
- Neralić, Tomislav (1917–2016), jugoslawischer Opernsänger (Bassbariton)
- Nerasik, Jelena Jewdokimowna (* 1927), sowjetisch-russische Mittelalterhistorikerin
- Nerat, Alexander (* 1973), österreichischer Politiker (FPÖ), Landtagsabgeordneter
- Neratius Cerealis, spätantiker Politiker und Konsul (358)
- Neratius Marcellus, Lucius, römischer Senator und Politiker
- Neratius Priscus, Lucius, römischer Suffektkonsul (87)
- Neratius Priscus, Lucius, römischer Jurist und Politiker
- Neratius Proculus, Lucius, römischer Konsul
- Neratow, Anatoli Anatoljewitsch (1863–1938), russischer Diplomat

### Nerb
- Nerbini, Giovanni (* 1954), italienischer Geistlicher und römisch-katholischer Bischof von Prato
- Nerburn, Kent (* 1946), US-amerikanischer Autor

### Nerc
- Nerciat, Robert-André Andréa de (1739–1800), französischer Schriftsteller, Soldat, Architekt und Bibliothekar

### Nerd
- Nerdal, Hal (1927–2023), australischer Nordischer Kombinierer
- Nerdinger, Eugen (1910–1991), deutscher Schrift- und Buchgestalter, Gebrauchsgrafiker, Widerstandskämpfer
- Nerdinger, Friedemann W. (* 1950), deutscher Psychologe
- Nerdinger, Hagen (1937–2017), deutscher Zeichner und Grafiker
- Nerdinger, Winfried (* 1944), deutscher ArchitekturhistorikerWinfried Nerdinger (* 1944)

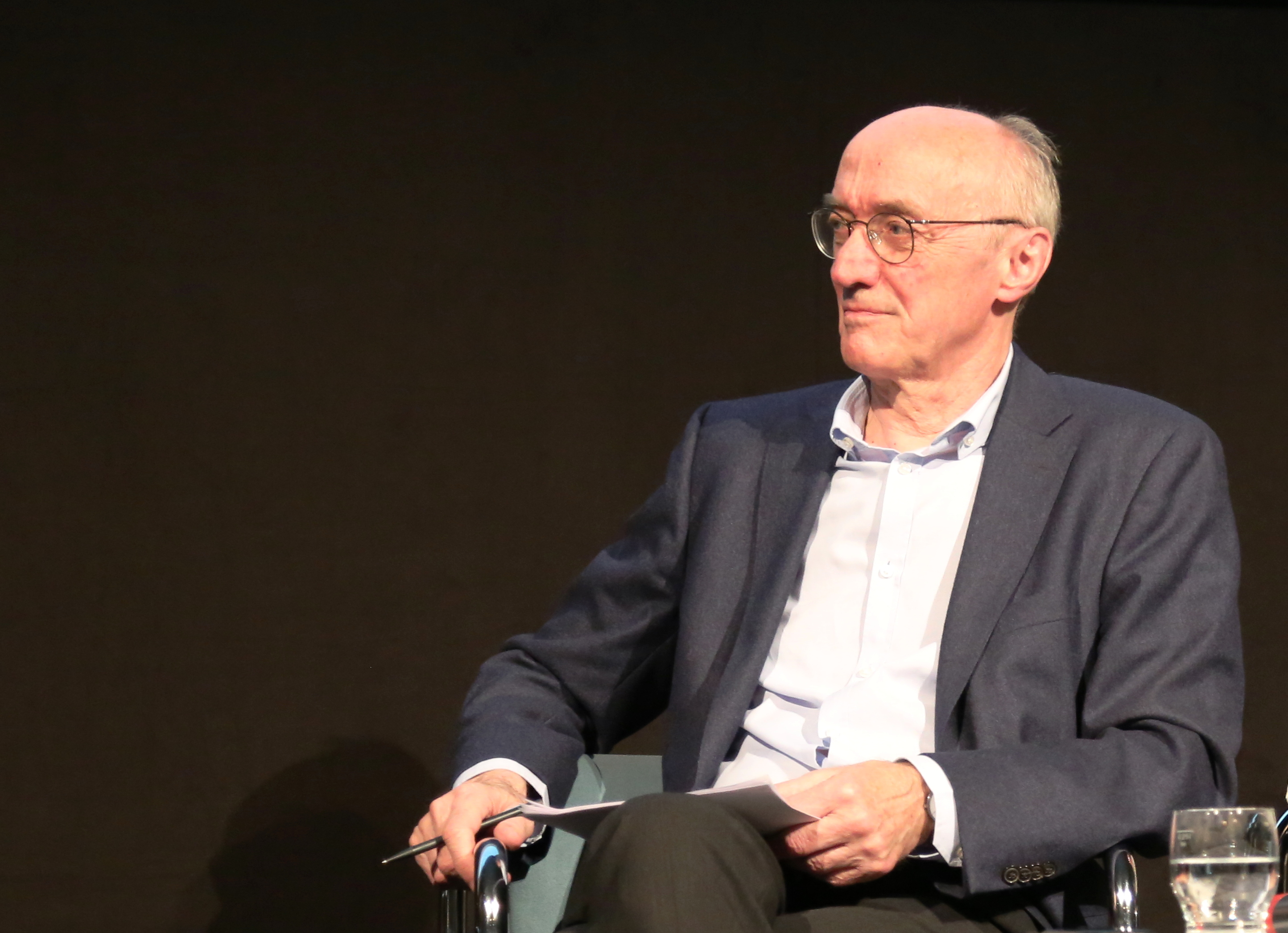
Winfried Nerdinger (* 1944)

- Nerdkultur, deutschsprachiger Moderator und Webvideoproduzent
- Nerdrum, Odd (* 1944), norwegischer Maler und Schriftsteller

### Nere
- Nerée tot Babberich, Karel de (1880–1909), niederländischer Grafiker
- Nerée, Eberhard von (1840–1907), preußischer Generalmajor
- Nerell, Ida-Theres (* 1983), schwedische Ringerin
- Nerem, Bjarne (1923–1991), norwegischer Jazzmusiker
- Nereng, Emilie Marie (* 1995), norwegische Bloggerin, Cheerleaderin und Sängerin
- Nerenz, Carl (1839–1870), deutscher Diplomat
- Nerenz, Wilhelm (1804–1871), deutscher Maler
- Nerep, Verner (1895–1959), estnischer Komponist und Dirigent
- Neres, David (* 1997), brasilianischer Fußballspieler
- Nérestang, Françoise de (1591–1652), französische Zisterzienserin, Äbtissin und Klosterreformerin
- Neretin, Juri Alexandrowitsch (* 1959), russischer Mathematiker
- Neretljak, Mato (* 1979), kroatischer Fußballspieler und -trainer
- Nérette, Joseph (1924–2007), kommissarischer Präsident von Haiti
- Nérette, Petra Michelle, deutsche Schauspielerin und Moderatorin
- Nereus, christlicher Märtyrer und Heiliger

### Nerg
- Nergaard, Anita (* 1967), norwegische Diplomatin
- Nergaard, Peter (* 1990), norwegischer Fußballspieler
- Nergaard, Silje (* 1966), norwegische JazzsängerinSilje Nergaard (* 1966)

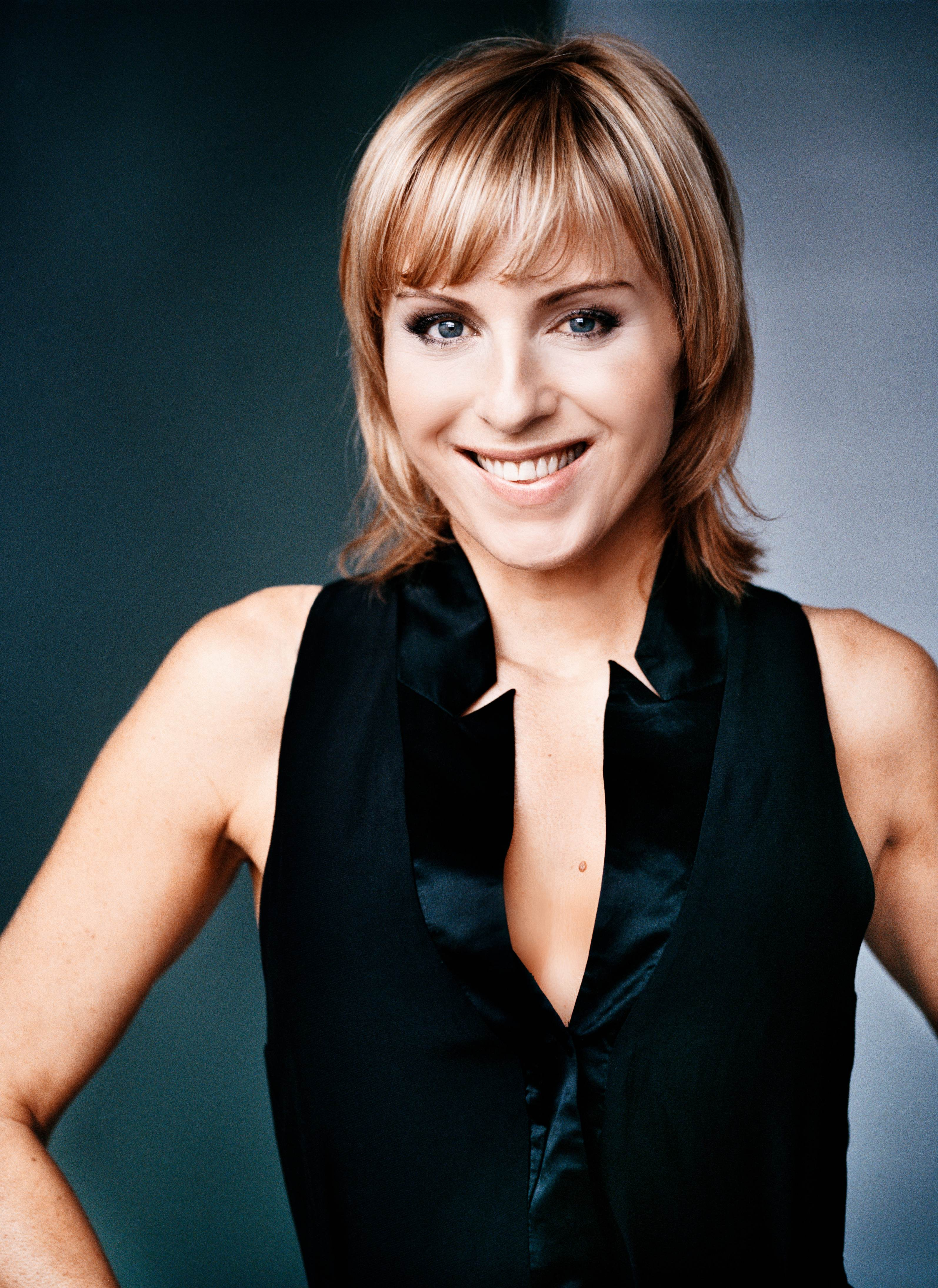
Silje Nergaard (* 1966)

- Nergal-ereš, assyrischer Statthalter im westlichen und südwestlichen Assyrien
- Nergal-šarra-uṣur († 556 v. Chr.), König von Babylon
- Nergal-ušēzib, babylonischer König
- Nergård, Rachel (* 1972), samisch-norwegische Sprachaktivistin
- Nergård, Torger (* 1974), norwegischer Curler
- Nerge, Heinrich (1875–1957), deutscher Politiker (SPD), MdL
- Nerger, Alfred (1886–1983), deutscher Verwaltungsjurist, Oberbürgermeister von Zeitz
- Nerger, Joachim (1620–1682), deutscher Rechtswissenschaftler
- Nerger, Karl (1841–1913), deutscher Philologe, Gymnasiallehrer und Sprachforscher
- Nerger, Karl August (1875–1947), deutscher Konteradmiral und Ritter des Ordens Pour le MériteKarl August Nerger (1875–1947)

Karl August Nerger (1875–1947)

- Nerger, Uwe (* 1959), deutscher Heeresoffizier, Brigadegeneral und Abteilungsleiter im Kommando Heer
- Nergis, Can (* 1985), türkischer Schauspieler und Model
- Nergisi (1592–1635), osmanischer Dichter
- Nergiz, Mazlum (* 1991), deutscher Dramaturg und Autor

### Nerh
- Nerha, Henriette Amelie de († 1818), niederländische Autorin
- Nerhagen, Øivind (* 1958), norwegischer Biathlet

### Neri
- Neri da Rimini, italienischer Maler und Miniaturist des Mittelalters
- Neri di Bicci (1418–1492), italienischer Maler
- Neri Vela, Rodolfo (* 1952), mexikanischer Astronaut
- Neri, Antonio (1576–1614), italienischer Priester und Alchemist
- Neri, Antonio (1962–2017), italienischer Geistlicher, römisch-katholischer Theologe und Kirchenrechtler
- Neri, Antonio (* 1967), amerikanischer Manager
- Neri, Bella (* 1942), Schweizer Schauspielerin
- Neri, Felipe Enrique, Baron de Bastrop (1759–1827), niederländischer Geschäftsmann
- Neri, Ferdinando (1880–1954), italienischer Romanist, Italianist und Französist
- Neri, Francesca (* 1964), italienische Filmschauspielerin
- Neri, Francesco (* 1959), italienischer Ordensgeistlicher und römisch-katholischer Erzbischof von Otranto
- Neri, Francisco (* 1976), brasilianischer Fußballspieler
- Neri, Giacomo (1916–2010), italienischer Fußballspieler und -trainer
- Néri, João Batista Corrêa (1863–1920), brasilianischer Geistlicher, Bischof von Campinas
- Neri, Maino (1924–1995), italienischer Fußballspieler und -trainer
- Neri, Marcello († 1993), italienischer Radrennfahrer
- Neri, Massimiliano, italienischer Organist und Komponist
- Néri, Paul (1917–1979), italienischer Radrennfahrer
- Neri, Philipp (1515–1595), katholischer Reformer und HeiligerPhilipp Neri (1515–1595)

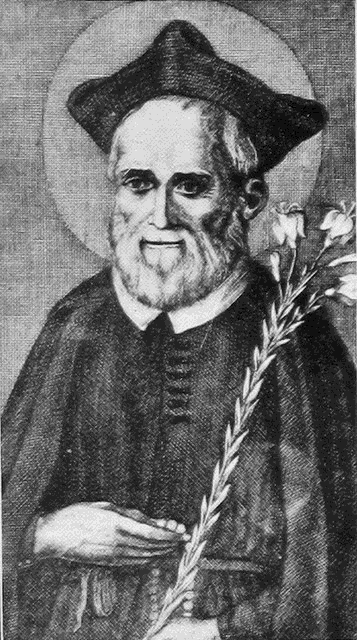
Philipp Neri (1515–1595)

- Neri, Romeo (1903–1961), italienischer Turner
- Neri, Rosalba (* 1939), italienische SchauspielerinRosalba Neri (* 1939)

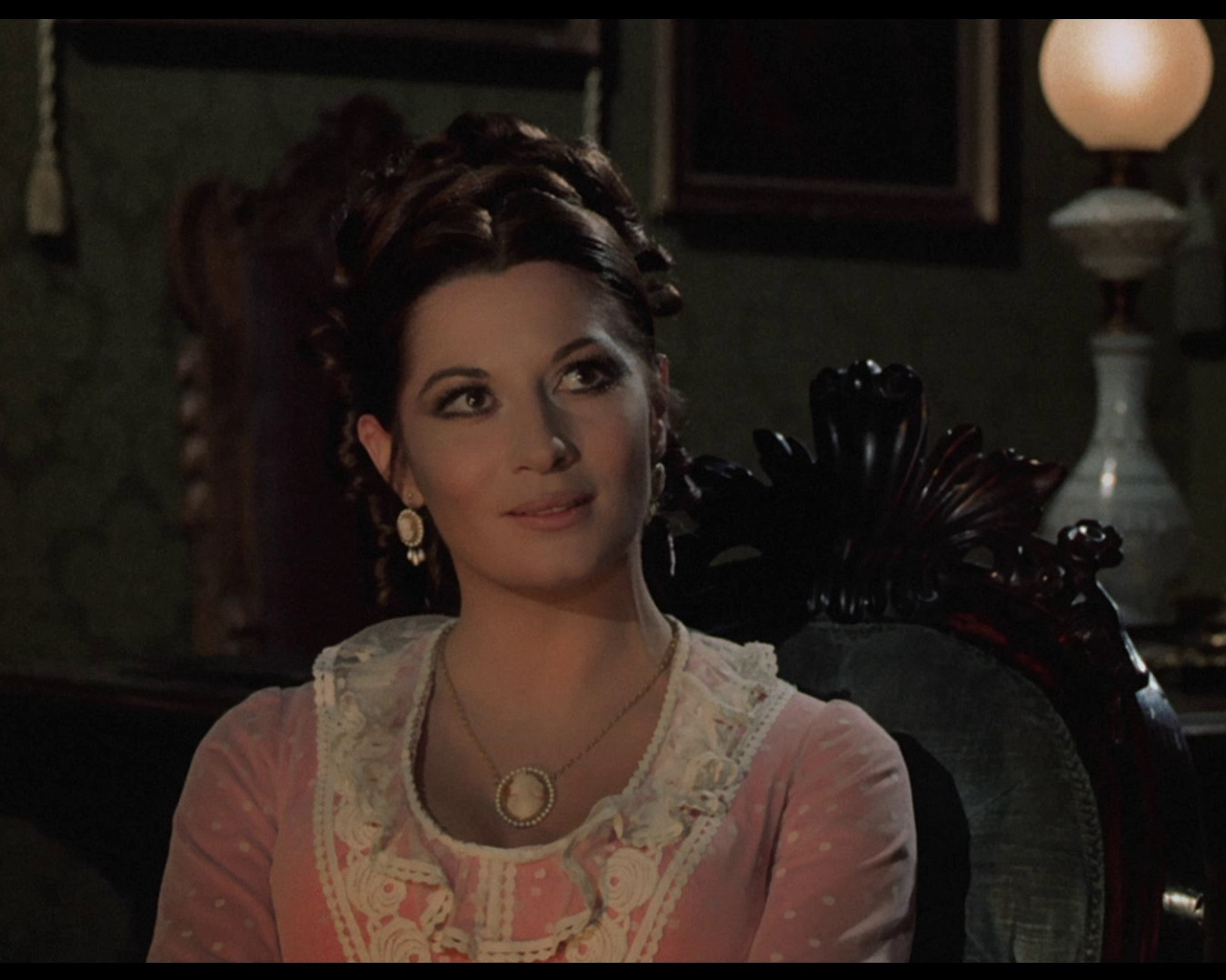
Rosalba Neri (* 1939)

- Neri, Socorro (* 1966), brasilianische Politikerin
- Neria Lejárraga, Diego, spanischer ex-transsexueller Mann
- Nerianus Clemens, Sextus, römischer Offizier (Kaiserzeit)
- Nerich, Nicholas (1893–1957), US-amerikanischer Schwimmer
- Nerici, Luigi († 1885), italienischer Komponist und Autor der „Storia della musica in Lucca“ (1880)
- Nerijnen, Jan van (1935–2016), niederländischer Komponist und Dirigent
- Neriki, Shigeo (* 1951), japanischer Pianist
- Nerinckx, Charles (1761–1824), US-amerikanischer Missionspriester, Ordensgründer
- Nering Bögel, Johann (1799–1865), deutsch-niederländischer Industrieller
- Nering Bögel, Johann Friedrich (1755–1817), niederländischer Unternehmer
- Nering, Daniela, deutsche Theaterschauspielerin
- Nering, Johann Arnold (1659–1695), kurfürstlich-brandenburgischer Baumeister
- Nérini, Pierre (1915–2006), französischer Geiger und Professor
- Nerio I. Acciaiuoli († 1394), Herzog von Athen
- Nerio II. Acciaiuoli († 1451), Herzog von Athen
- Néris, Catherine (* 1962), französische Politikerin (PS), MdEP
- Nėris, Salomėja (1904–1945), litauische Dichterin
- Nerium, Alexandre (* 1960), spanischer Dichter
- Nerius, Dieter (* 1935), deutscher Germanist
- Nerius, Steffi (* 1972), deutsche Leichtathletin und Trainerin

### Nerk
- Nerkamp, Jens (* 1989), deutscher Langstreckenläufer
- Nerke, Uschi (* 1944), deutsche Architektin und ModeratorinUschi Nerke (* 1944)

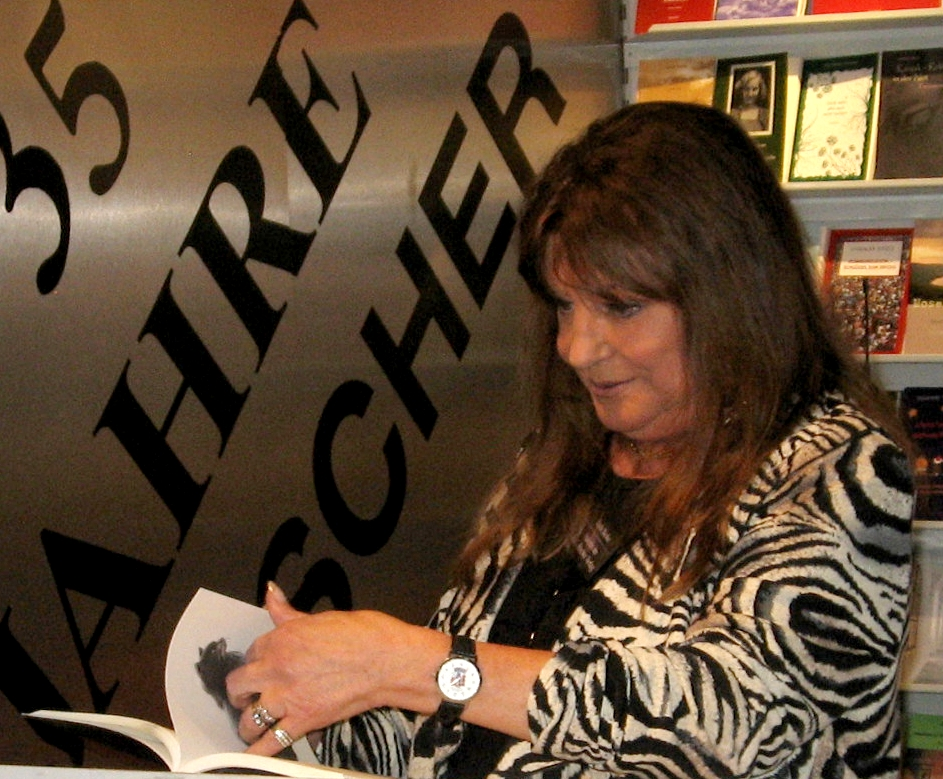
Uschi Nerke (* 1944)

- Nerking, Hans (1888–1964), deutscher Regisseur und Schauspieler

### Nerl
- Nerli, Francesco der Jüngere (1636–1708), italienischer Kardinal und Kardinalstaatssekretär
- Nerlich, Alexander (* 1979), deutscher Regisseur
- Nerlich, Andreas Georg (* 1957), deutscher Pathologe und Mumienforscher
- Nerlich, Daniel (* 1979), deutscher Schauspieler und Musiker
- Nerlich, Elias (* 1997), deutscher Livestreamer, Webvideoproduzent und E-Sportler
- Nerlich, Georg (1892–1982), deutscher Maler und Graphiker
- Nerlich, Günter (1926–2024), deutscher Redakteur und Auslandskorrespondent des Deutschen Fernsehfunks (DFF)
- Nerlich, Heinz (* 1927), deutscher Politiker (NDPD), MdV
- Nerlich, Johann Friedrich († 1856), deutscher Orgelbauer in Stralsund
- Nerlich, Matthias (* 1972), deutscher Politiker (CDU), MdL
- Nerlich, Melanie (* 1993), deutsche Politikerin (Bündnis 90/Die Grünen)
- Nerlich, Michael (* 1939), deutscher Romanist
- Nerlich, Michael (* 1953), deutscher Orthopäde und Unfallchirurg
- Nerlich, Uwe (1930–2023), deutscher Sicherheitspolitiker
- Nerlich, Werner (1915–1999), deutscher Maler und Grafiker, Ehrenbürger Potsdams
- Nerling, Nikolai (* 1980), deutscher RechtsextremistNikolai Nerling (* 1980)

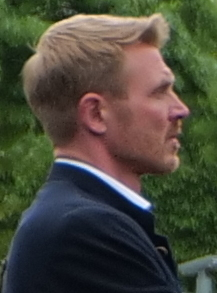
Nikolai Nerling (* 1980)

- Nerlinger, Christian (* 1973), deutscher Fußballspieler
- Nerlinger, Helmut (* 1948), deutscher Fußballspieler
- Nerlinger, Ludwig (1918–2003), deutscher Politiker (BP), MdL
- Nerlinger, Manfred (* 1960), deutscher Gewichtheber
- Nerlinger, Oskar (1893–1969), deutscher Maler, Zeichner und Grafiker
- Nerlo, Aurela (* 1998), polnische Radrennfahrerin
- Nerlove, Marc (1933–2024), US-amerikanischer Wirtschaftswissenschaftler
- Nerly, Friedrich (1807–1878), deutscher Maler
- Nerly, Friedrich Paul (1842–1919), deutsch-italienischer Maler

### Nerm
- Nerman, Birger (1888–1971), schwedischer prähistorischer Archäologe und Autor
- Nerman, David, kanadischer Schauspieler
- Nerman, Ture (1886–1969), schwedischer Politiker, Mitglied des Riksdag, Journalist und Autor
- Nermark, Joachim (* 1993), schwedischer Eishockeyspieler
- Nermerich, Bernhard (1939–2010), deutscher Leichtathlet und Olympiateilnehmer
- Nermoen, Jonas (* 1986), norwegischer Nordischer Kombinierer

### Nern
- Nernst, Karl (1775–1815), deutscher Autor und Pädagoge
- Nernst, Walther (1864–1941), deutscher Physiker und Physikochemiker; erhielt den Nobelpreis für Chemie 1920

### Nero
- Nero (37–68), Kaiser des römischen ReichesNero (37–68)

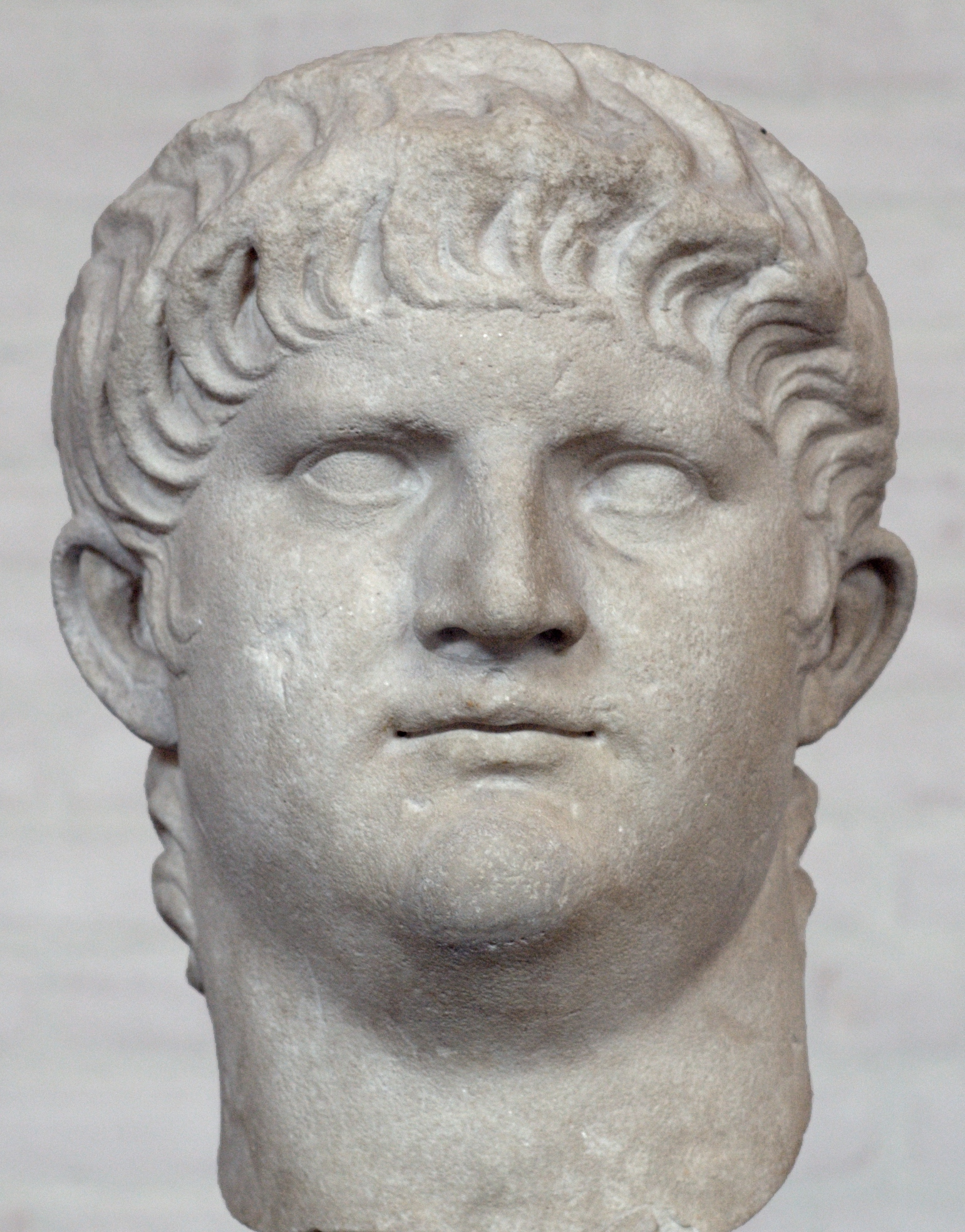
Nero (37–68)

- Nero Caesar (6–30), Sohn des Germanicus und Enkel des älteren Drusus
- Nero, Anna (* 1988), deutsche bildende Künstlerin russisch-jüdischer Herkunft
- Nero, Frances (1943–2014), US-amerikanische Soul- und Jazz-Sängerin
- Nero, Franco (* 1941), italienischer Schauspieler
- Nero, Javier (* 1990), US-amerikanischer Jazzmusiker (Posaune)
- Nero, Jesús del (* 1982), spanischer Radrennfahrer
- Nero, Juan Martín (* 1981), argentinischer Polospieler
- Nero, Marco Polo Del (* 1941), brasilianischer Fußballfunktionär
- Nero, Peter (1934–2023), amerikanischer Pianist und Dirigent
- Nerode, Anil (* 1932), US-amerikanischer Mathematiker
- Néron, André (1922–1985), französischer Mathematiker
- Nerong, Ocke Christian (1852–1909), deutscher Lehrer und Heimatforscher
- Neroni, Bartolomeo († 1571), italienischer Maler
- Neroni, Nicola Fausto (1896–1974), italienischer Filmregisseur und Drehbuchautor sowie Synchronregisseur
- Neroslow, Alexander (1891–1971), deutsch-russischer Maler
- Nerosnak, Tatjana (* 1992), kasachische Leichtathletin

### Nerr
- Nerreter, David (1649–1726), lutherischer Theologe und Generalsuperintendent
- Nerreter, Ernst Louis Otto (1809–1880), deutscher Theologe und Parlamentarier (Casino-Fraktion)
- Nerreter, Paul (1905–1981), deutscher Jurist und Politiker (CSU), MdL
- Nerrlich, Paul (1844–1904), deutscher Philosoph, Germanist und Gymnasiallehrer

### Ners
- Nerses I. der Große (335–373), Katholikos von Armenien
- Nerses IV. Schnorhali (1102–1173), Katholikos der Armenischen Apostolischen Kirche
- Nerses V. (1770–1857), Katholikos in Etschmiadsin der Armenischen Apostolischen Kirche
- Nerses von Lambron (1153–1198), Erzbischof der Armenischen Apostolischen Kirche
- Nersinger, Ulrich (* 1957), deutscher Journalist und Buchautor
- Nersissian, Karekin II. (* 1951), armenischer Geistlicher, Katholikos der armenisch-gregorianischen Apostelkirche
- Nerstheimer, Kay (* 1964), deutscher Politiker (NPD, ehemals AfD)

### Nert
- Nerth, Hans (1931–2020), deutscher Schriftsteller, Regisseur und Journalist

### Neru
- Nerubalschtschuk, Iryna (* 1998), ukrainische Weitspringerin
- Nerud, Josef Karl (1900–1982), deutscher Maler
- Neruda, Franz Xaver (1843–1915), dänischer Komponist
- Neruda, Jan (1834–1891), tschechischer Journalist, Dichter und Schriftsteller
- Neruda, Johann Baptist Georg († 1776), böhmischer Violinist und Komponist der Vorklassik
- Neruda, Pablo (1904–1973), chilenischer SchriftstellerPablo Neruda (1904–1973)

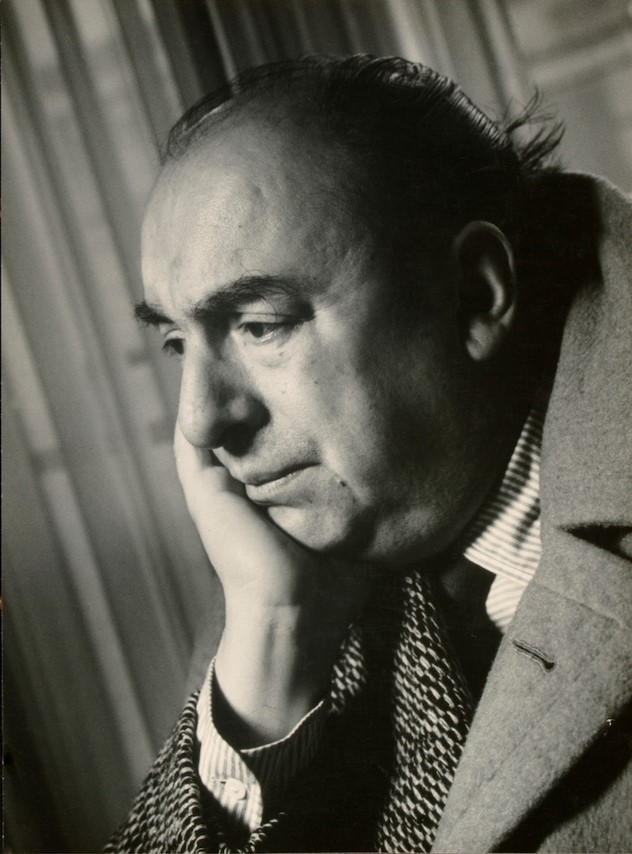
Pablo Neruda (1904–1973)

- Neruda, Wilhelmine (1839–1911), mährische Violinistin
- Nerudová, Danuše (* 1979), tschechische Ökonomin
- Nerulos, Iakovos Rhizos (1778–1850), phanariotischer Gelehrter, Neogräzist, Schriftsteller und Politiker
- Nerurkar, Lukas (* 2003), britischer Radsportler
- Nerurkar, Richard (* 1964), englischer Langstreckenläufer
- Nerusch, Oleksandr (* 1983), ukrainischer Basketballspieler

### Nerv
- Nerva (30–98), römischer KaiserNerva (30–98)

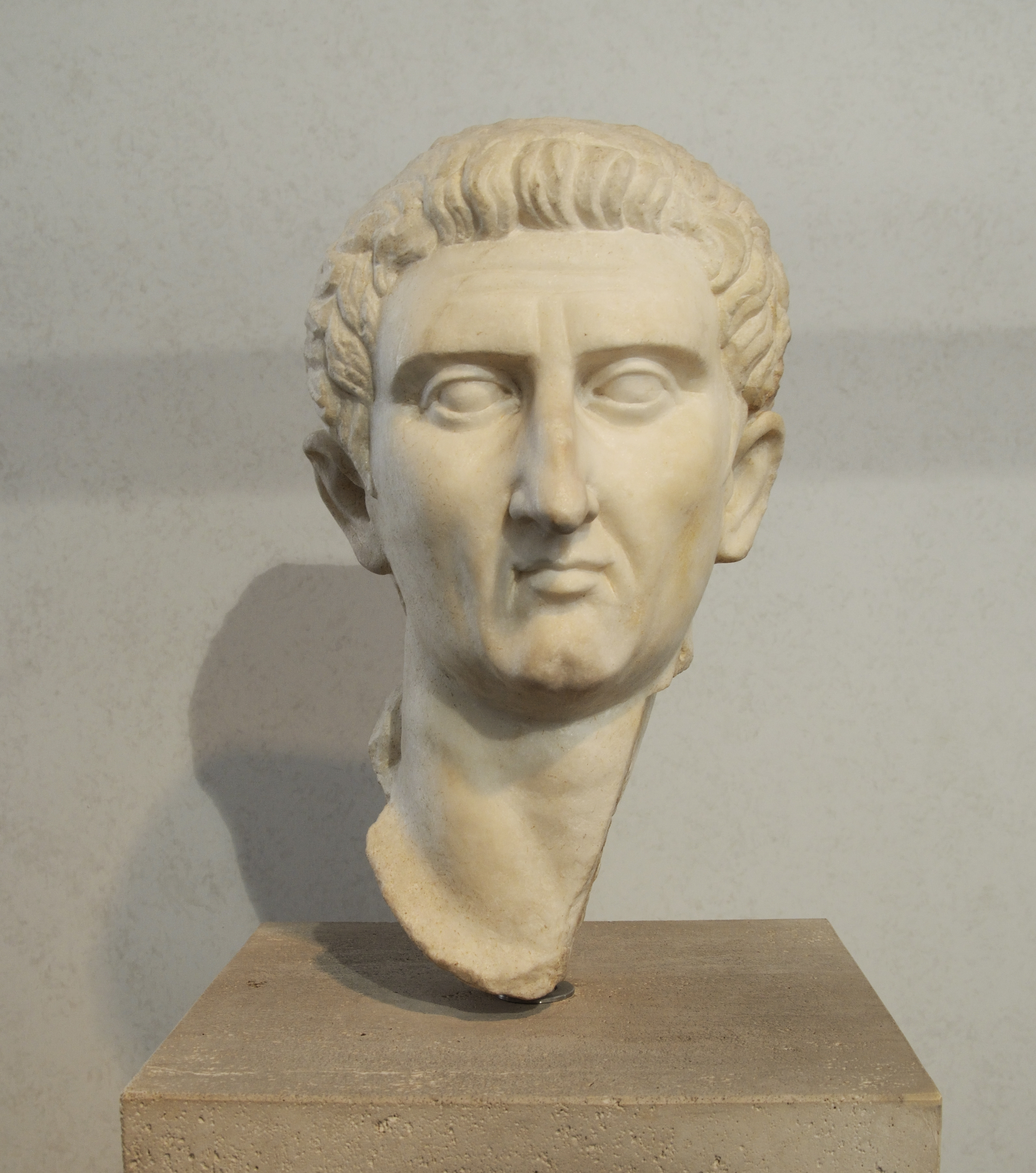
Nerva (30–98)

- Nerval, Gérard de (1808–1855), französischer Schriftsteller und Übersetzer
- Nervander, Johan Jakob (1805–1848), finnischer Dichter, Physiker und Meteorologe
- Nervèze, Antoine de (1558–1625), französischer Dichter und Romancier des Barock
- Nervi, Lucas (* 2001), chilenischer Leichtathlet
- Nervi, Luciano (1938–2005), italienischer Geistlicher, römisch-katholischer Bischof von Mangochi
- Nervi, Pier Luigi (1891–1979), italienischer Bauingenieur
- Nervig, Conrad A. (1889–1980), US-amerikanischer Filmeditor
- Nervik, Henrikke (* 1988), norwegische Fußballschiedsrichterin
- Nervo, Amado (1870–1919), mexikanischer Schriftsteller, Journalist und Diplomat
- Nervo, Jimmy (1898–1975), britischer Schauspieler und Komiker
- Nervo, Luis Padilla (1894–1985), mexikanischer Politiker, Präsident der UN-Generalversammlung in der sechsten Sitzungsperiode
- Nervo, Miriam (* 1982), australische Sängerin, Model und DJ
- Nervo, Olivia (* 1982), australische Sängerin, Model und DJ
- Nervo, Rodolfo (1879–1936), mexikanischer Botschafter

### Nery
- Nery, Adalgisa (1905–1980), brasilianische Schriftstellerin, Journalistin und Politikerin
- Nery, Alex Felipe (* 1975), brasilianischer Fußballspieler
- Nery, Eduardo (1938–2013), portugiesischer Maler, Illustrator, und Karikaturist
- Nery, Emmanuel Augusto (1892–1927), brasilianischer Fußballspieler
- Nery, Gustavo (* 1977), brasilianischer Fußballspieler
- Nery, Ismael (1900–1934), brasilianischer Maler der Moderne
- Nery, Luis (* 1994), mexikanischer Boxer im Bantamgewicht
- Nery, Silvério José (1858–1934), brasilianischer Offizier und Politiker
- Nery, Wega (1912–2007), brasilianische Malerin, Zeichnerin und Lehrerin

### Nerz
- Nerz, Dominik (* 1989), deutscher RadrennfahrerDominik Nerz (* 1989)

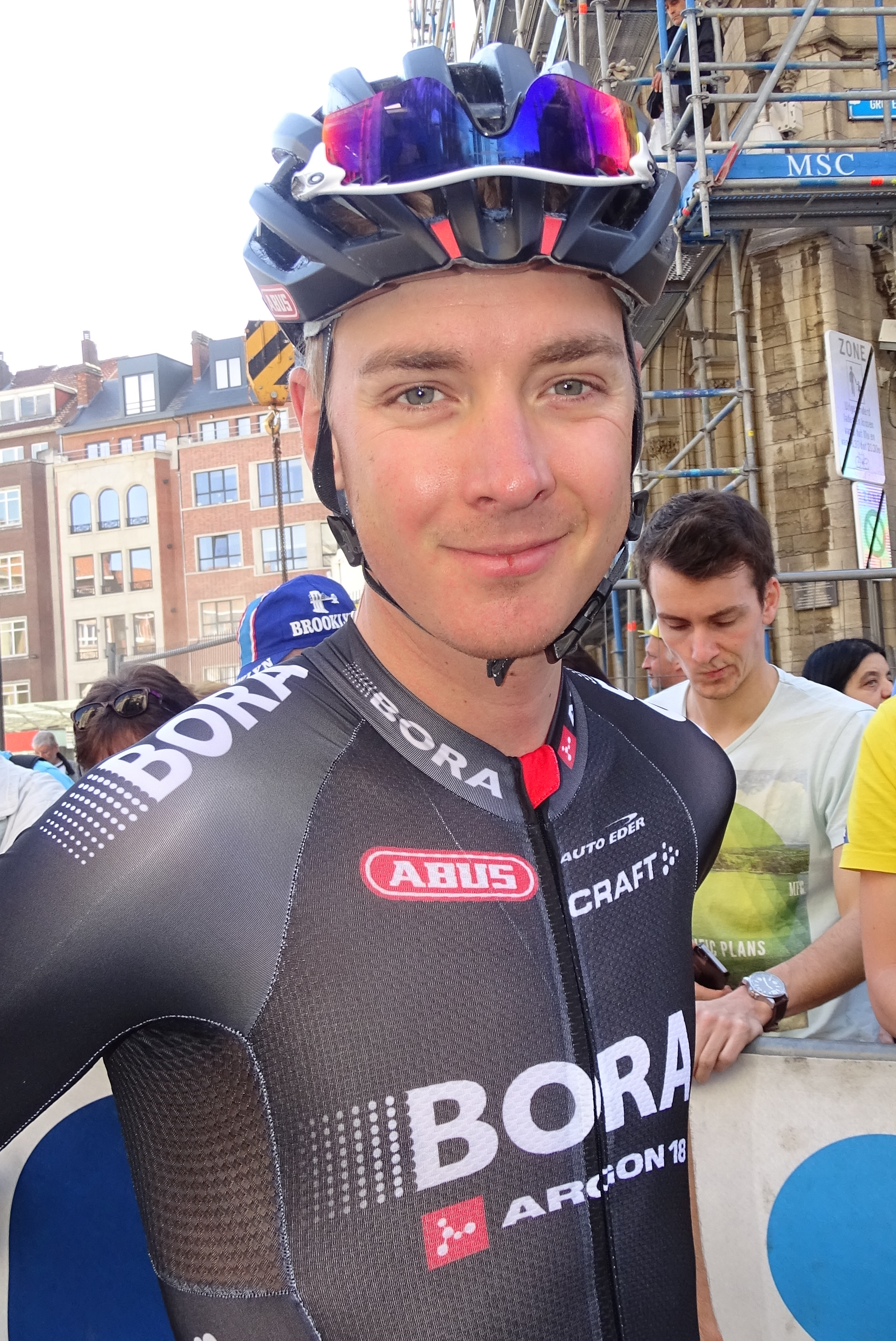
Dominik Nerz (* 1989)

- Nerz, Joachim (* 1964), deutscher Botaniker
- Nerz, Louis (1866–1938), österreichischer Schauspieler, Regisseur, Dramaturg und Drehbuchautor
- Nerz, Otto (1892–1949), deutscher Fußballspieler und Reichstrainer (1923–1936)
- Nerz, Sebastian (* 1983), deutscher Bioinformatiker und Politiker (Piratenpartei)